# Хаями, Сё
Сё Хаями (яп. 速水 奨 Хаями Сё:) — японский сэйю, актёр и продюсер.
Настоящее имя — Ясуси Охама (яп. 大濱 靖 О:хама Ясуси). Родился 2 августа 1958 года в городе Такасаго, префектура Хиого, Япония. В 1980 году Хаями получил главный приз на конкурсе сэйю-любителей (яп. アマチュア声優コンテスト). Дебютировал в качестве сэйю в аниме «Queen Millennia Movie» (1982 год). Женат на сэйю и актрисе Игараси Рэй, которая иногда пишет тексты к его музыкальным альбомам. Он также известен благодаря проекту Drama CD «S.S.D.S. Суперстильные врачебные истории» (яп. エス.エス.ディー.エス. ～スーパー スタイリッシュ ドクターズ ストーリー～ эсу эсу ди: эсу су:па: сутайриссю докута:дзу суто:ри:, от англ. Super Stylish Doctors Story).
В 2013 году основал собственное агентство под названием Rush Style.

## Дискография

### Альбомы
- Yuuga Na Jouken (яп. 優雅な条件) — 25 августа 1992 года
- Liaison (фр.  «связь») — 7 сентября 1994 года
- ORDOVICES (англ.  «ордовики»)— 25 октября 1997 года
- Garnitures — 2 ноября 2000 года
- Ren-Sa ~ Chaine (яп. Chaine ~連鎖~) — 3 октября 2001 года
- LOVE BALANCE — 4 сентября 2002 года
- «Мне кажется, это идея» (яп. idee ～いま、僕が想うこと Идэ има боку га омо: кото) — 22 октября 2003 года
- «Всё началось с меня» (яп. すべては僕から始まった Субэтэ ва боку кара хадзиматта) — 21 июля 2005 года
- LOVE STORY — 26 декабря 2007 года

### Синглы
- Eien No Okusoku (яп. 永遠の憶測) — 1997
- Shadow Maker (1997)
- Cactus (1997)

## Значительные роли

### В аниме
1982 год
- Kikou Kantai Dairugger XV (Идзуму Тацуо);
- Королева Тысячелетия — Фильм (Вор Тысячелетия);
- Гиперпространственная крепость Макросс (Максимилиан Джениус (Макс Стерлинг));

1983 год
- Seisenshi Dunbine (Барн Боннингс);
- Lady Georgie (Ирвин);
- Choujikuu Seiki Orguss (Кэй Кацураги);
- Tokusou Kihei Dorvack (Идель);

1984 год
- Juusenki L-Gaim (Гавлет Габлаэ);
- God Mazinger (Эльд);
- Макросс: Помнишь ли нашу любовь? (Максимилиан Джениус (Макс Стерлинг));
- Ginga Patrol PJ (Джим);
- Галиент [ТВ] (Хей Шальдт);

1985 год
- High School! Kimen-gumi (Ниндзия Рюно);
- Dream Hunter Rem (Энко);

1986 год
- Transformers: Scramble City Hatsudouhen (Айронхайд);
- Мегазона 23 OVA-2 (Юйтиро Сиратори);
- Machine Robo: Chronos no Gyakushuu (Голос за кадром);
- Reyon Densetsu Flair (Зик (эп. 2));
- Рыцари Зодиака [ТВ] (Морской Конёк Биан);

1987 год
- Heavy Metal L-Gaim III: Fullmetal Soldier (Гавлет Габлаэ);
- Akai Kodan Zillion (Барон Рикс);
- Человек-дьявол OVA-1 (Акира Фудо / Человек-демон);
- Песня ветра и деревьев (Джек Дрен);
- Makyou Gaiden Le Deus (Демстер);

1988 год
- Moeru! Oniisan (Сирануй);
- Чудотворные рыцари [ТВ] (Ториюки);
- Akai Kodan Zillion Utahime Yakyoku (Рикс);
- Легенда о героях Галактики OVA-1 (Адальберт фон Фаренхайт);
- Капризы Апельсиновой улицы: Я хочу вернуться в тот день (Stage Director);
- Звездный десант (Бад);
- Дьявольский Проект Зеораймер (Рицу);

1989 год
- Герои пяти планет (Номиэн);
- Tenkuu Senki Shurato (Скримииру);
- Драгонболл Зет [ТВ] (Зарбон);
- Клеопатра Ди-Си (Эрик);
- Riki-Ou: Toukatsu Jigoku (Ёми);
- Землянин (Таки / Серафим (эп. 2));

1990 год
- Be-Bop High School (Осуги);
- Храбрый Экскайзер (Экскайзер);
- CB Chara Go Nagai World (Акира Фудо);
- Человек-дьявол OVA-2 (Акира Фудо / Человек-демон);
- Carol (Квипри);
- Летопись войн острова Лодосс OVA (Орсон);
- Драгонболл Зет: Спэшл первый (Зарбон);
- Mitsume ga Tooru (Кидо);
- Хаккэндэн: Легенда о Псах-Воинах (Фусахати);
- Ёко — охотница на демонов (Хидэки Кондо);
- New Dream Hunter Rem: Yume no Kishi-tachi (Энко);

1991 год
- Shin Seiki GPX Cyber Formula (Найт Шумахер);
- Honoo no Tenkousei (Дзёнъити Койти);
- Священная Риг-Веда (Яся);
- Драгонболл Зет: Фильм пятый (Саузер);
- Люпен III: Словарь Наполеона (спецвыпуск 03) (Эрик);
- Exper Zenon (Экспер Кейн);
- Sangokushi (Чжугэ Лян);
- Лунная серьга: Юмэми и рыцари Ордена Роз (Леон Судзукагэ);

1992 год
- Фея цветов Мэри Белл [ТВ] (Папабелл фон де Кассе);
- Легенда о Храбром Да-Гарне (Да-Гарн);
- Джокер (Джокер (мужчина));
- Обреченная любовь 1989 (Кодзи Нандзё);
- Princess Army (Хадзимэ Итидзё);
- Клин Любви OVA-1 (Рауль);
- New Dream Hunter Rem: Satsuriku no Mugen Meikyuu (Энко);
- Усио и Тора (Райсин);
- Papuwa (Волшебный Босс);

1993 год
- Безответственный капитан Тайлор [ТВ] (Макото Ямамото);
- Oshare Kozou wa Hanamaru (Хотака Кунисигэ);
- Emblem Take 2 (Синго Эбара);
- Пожалуйста, спасите мою Землю! (Сион);

1994 год
- Новая Милашка Хани (Мэр Лайт);
- Заклинатель Кудзяку OVA-2 (Зигфрид фон Митгард);
- Dokyusei — Natsu no Owari ni (Айхара Кэндзи);
- Garou Densetsu: The Motion Picture (Хауэр);
- Макросс Плюс OVA (Марж Гульдоа);
- Безответственный капитан Тайлор OVA-1 (Макото Ямамото);
- Макросс 7 [ТВ] (Максимилиан Джениус);
- Key the Metal Idol (Дзинсаку Адзё);

1995 год
- Безответственный капитан Тайлор OVA-2 (Макото Ямамото);
- Макросс 7 — Фильм (Максимилиан Джениус);
- Макросс Плюс — Фильм (Марж Гульдоа);
- Макросс 7 На бис (Максимилиан Джениус);

1996 год
- Мобильный воин ГАНДАМ: Восьмой взвод МС — OVA (Гинес Сахалин);
- Tokuma Sentai Shinesman (Рёити Хаями / Зелёный Шайнсмен);
- B'tX (Рай);
- Sanctuary (Акира Ходзё);
- Безответственный капитан Тайлор OVA-3 (Макото Ямамото);
- Choujin Gakuen Gowcaizer: The Voltage Fighters (Сидзуру Одзаки);
- Бронза: Обреченная любовь-2 (Кодзи Нандзё);

1997 год
- Гештальт (Джи);
- Блеск Малышки Хани [ТВ] (Принц Тасогар);
- У истоков Творения - Библейские истории (Вестник Божий);
- Люпен III: Вальтер P-38 (спецвыпуск 09) (Джек);

1998 год
- Летопись войн острова Лодосс [ТВ] (Ашрам);
- Триган [ТВ] (Николас Д. Вольфвуд);
- Легенда о Басаре (Наги);
- Эксперименты Лэйн (Масами Эйри);
- Мобильный воин ГАНДАМ: Восьмой взвод МС — Фильм (Гинес Сахалин);
- Универсальная современная девушка-кошка OVA-2 (Доктор Хигути);
- Гасараки (Киёцугу Гова);

2000 год
- Анжелика OVA-1 (Джулиус);
- Потомки тьмы (Кадзутака Мураки);
- Gear Senshi Dendou (Зеро);
- Mutekiou Tri-Zenon (Кайн);

2001 год
- Анжелика OVA-2 (Джулиус);
- Project Arms (Кейт Ред);

2002 год
- Призрачное пламя [ТВ] (Нобуцуна Наоэ);
- Анжелика OVA-3 (Джулиус);
- Детектив Конан (фильм 06) (Джек Потрошитель);
- Samurai Deeper Kyo (Нобунага Ода);
- Гравион (Клейн Сэндман);

2003 год
- Стальной алхимик [ТВ-1] (Фрэнк Арчер);
- Крестовый поход Хроно (Эван Ремингтон);

2004 год
- Гравион 2 (Клейн Сэндман);
- На север за алмазной пылью (Эли (эп.-бонус));
- Фантом OVA (Реймонд МакГвайр);
- Анжелика OVA-4 (Джулиус);
- «Самурай Чамплу» (Сёрю (эп. 10));
- Призрачное пламя OVA (Нобуцуна Наоэ / Ёсиаки Татибана);
- «Блич» (Сосукэ Айдзэн);
- Японская свежая выпечка (Майсута Кирисаки);

2005 год
- Красотка (Рё Окаясу);
- Трансформеры: Сила Галактики (Вектор Прайм);
- Закон Уэки (Марко Мальдини);
- Василиск (Якусидзи Тэндзэн);
- Десять храбрых воинов Санады [ТВ] (Дзюдзо Какэй);
- Чёрный кот [ТВ] (Карден Фламберг);
- Священные звери OVA (Люцифер);

2006 год
- Хеллсинг OVA (Энрико Максвелл);
- Gintama (Умибодзу);
- Yoshimune (Кэнго);
- Инуками! [ТВ] (Сиро);
- Повесть о Стране Цветных Облаков (сезон первый) (Кидзин Ко);
- Анжелика [ТВ-1] (Джулиус);
- Алхимическое оружие (Сёсэй Сакагути);

2007 год
- Анжелика [ТВ-2] (Джулиус);
- Тока Гэттан (Киёхару Камиадзума);
- Священные звери [ТВ-2] (Люцифер);
- Инуками! (фильм) (Сиро);
- Мононокэ [ТВ] (Гэнкэй [Umibouzu]);
- Baccano! (Президент DD News);
- Suteki Tantei Labyrinth (Сэйдзю);
- Призм Арк (Рыцарь Тьмы);
- Война зверобогов: Хроники героев (Сёкаку);
- Охота на призраков (Наото Хайбара);

2009 год
- Белый Альбом (первый сезон) (Эйдзи Огата);
- Эпоха смут [ТВ-1] (Мицухидэ Акэти);
- 07-Ghost (Аянами);

2010 год
- Триган — Фильм (Николас Д. Вольфвуд);

2011 год
- Токийский гуль (Косукэ Ходзи);

- Fate/Zero (Токиоми Тосака);

2012 год
- K (Итигэн Мива);
- Ozuma (Гвидо Гайлер);

2014
- Aldnoah.Zero (Крутео);
- Argevollen (Джулиус);
- Кролика заказывали? (Отец Тино);
- Buddy Complex (Гэнго Курамицу);

2015
- Невероятные приключения ДжоДжо: Stardust Crusaders (Ванилла Айс)

### В видеоиграх
- Ar tonelico II (Сюн)
- Angelique (Юлиус)
- BS Tantei Club: Yuki ni Kieta Kako (Сюнсукэ Уцуги)
- Mobile Suit Gundam Side Story (Нимбус Штерзен)
- Odin Sphere (Мэлвин)
- Sengoku Basara (Акэти Мицухидэ)
- Tales of Destiny (Вудроу Келвин)
- Tokimeki Memorial Girl's Side (Горо Ханацубаки)
- Arknights[англ.] (Хеллагур)
- Tales of Arise (Волран)